# Landsberger Straße 129

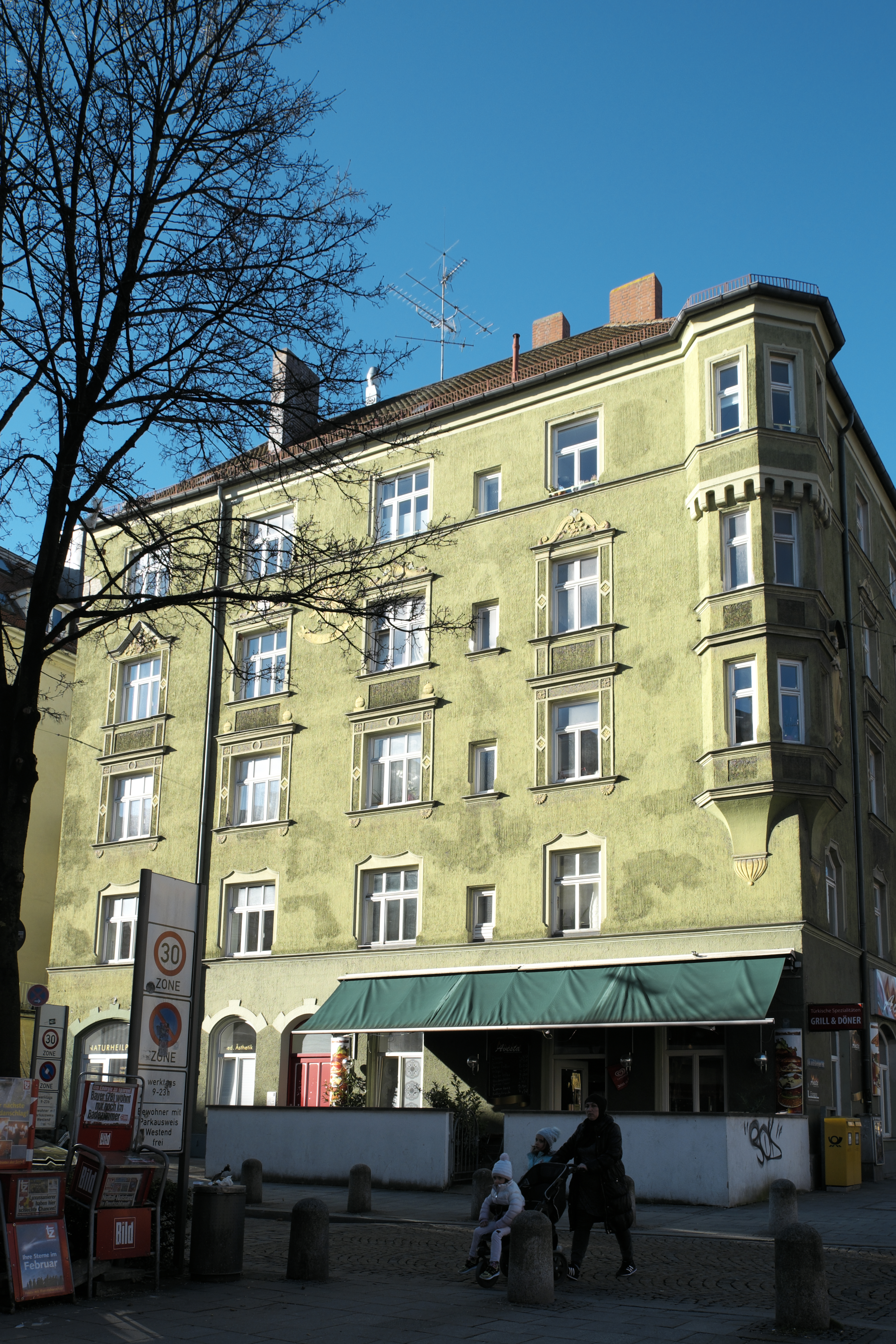
Wohnhaus Landsberger Straße 129 in München, Ansicht von der Astallerstraße

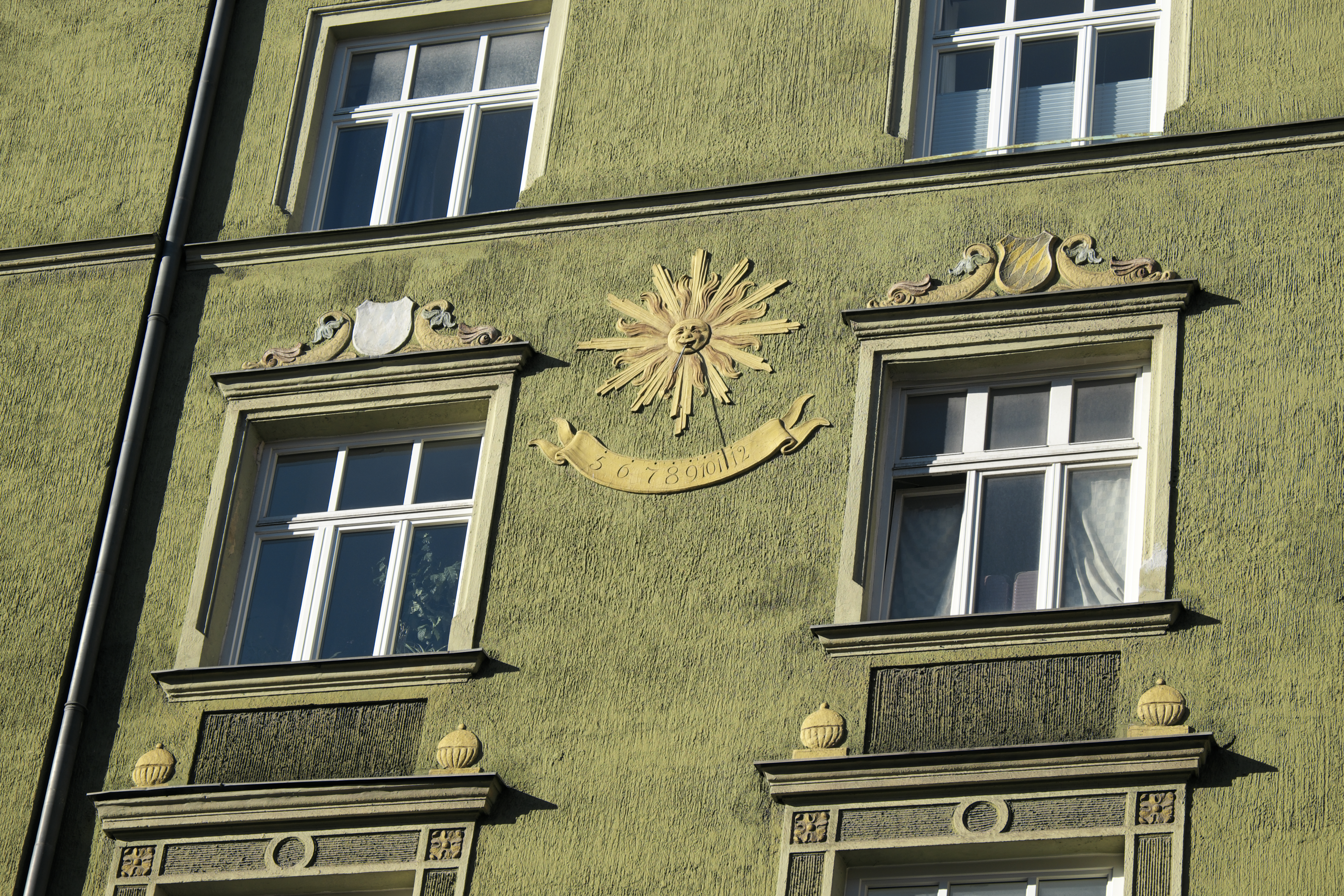
Sonnenuhr und Stuckdekor

Das Gebäude Landsberger Straße 129 im Stadtteil Schwanthalerhöhe der bayerischen Landeshauptstadt München wurde 1904 errichtet. Das Mietshaus in der Landsberger Straße ist als Baudenkmal in die Bayerische Denkmalliste eingetragen.
Der fünfgeschossige Eckbau zur Astallerstraße im Stil der Neorenaissance wurde nach Plänen des Architekten Ernst Dressler errichtet. Der Eckerker und der Stuckdekor an der Fassade mit Sonnenuhr, Wappen und Madonna ist erwähnenswert.